# Juan Manuel Robles
Juan Manuel Robles (Lima, 4 de noviembre de 1978) es un periodista, columnista y escritor peruano.

## Carrera
Robles nació en Lima en 1978. Estudió escritura creativa en la Universidad de Nueva York. Su novela Nuevos juguetes de la guerra fría (Seix Barral, 2015) fue aclamada por la crítica,  En 2017 fue incluido en la lista Bogotá39, una selección de los jóvenes escritores más destacados de Latinoamérica. Su última obra es No somos cazafantasmas (Seix Barral, 2018), el cual mereció una mención honrosa en el Premio Nacional de Literatura 2019.
En la actualidad reside en Lima, donde colabora con medios literarios como Gatopardo, Letras Libres, Etiqueta Negra, Internazaionale y Courrier International, aparte también posee una columna de opinión en el semanario "Hildebrandt en sus trece"  y en el periódico "Diario Uno".

## Obras
- Polarizados: Columnas de opinión en un país impune y sin memoria - 01/09/2023 (Seix Barral)
- No somos cazafantasmas - 20/07/2019 (Booket), Reedición
- Lima Freak: Vidas insólitas en una ciudad perturbada - 02/05/2019 (Seix Barral)
- No somos cazafantasmas - 01/07/2018 (Seix Barral)
- Nuevos juguetes de la Guerra Fría - 14/04/2015 (Seix Barral)